# I cattivi di Valley View
I cattivi di Valley View (The Villains of Valley View) è una serie televisiva statunitense trasmessa negli Stati Uniti d'America su Disney Channel a partire dal 3 giugno 2022, ideata e prodotta da Chris Peterson e Bryan Moore.

## Trama
Quando la supercattiva adolescente Havoc si oppone al capo della Lega dei Cattivi, i membri della sua famiglia sono costretti a cambiare identità e a trasferirsi a Valley View, un tranquillo sobborgo del Texas.

## Episodi
| Stagione         | Episodi | Prima TV originale | Prima TV italia |
| ---------------- | ------- | ------------------ | --------------- |
| Prima stagione   | 20      | 2022               | 2023            |
| Seconda stagione | 19      | 2023               | 2025            |

## Personaggi e interpreti

### Principali
- Amy/Havoc, interpretata da Isabella Pappas, doppiata da Emanuela Ionica.

Un super criminale adolescente con poteri sonori, che si oppone al capo della Lega dei Cattivi, costringendo la sua famiglia a fuggire. Detesta la sua nemesi Starling poiché a causa della sconfitta contro di lei è diventata lo zimbello di internet con una foto postata da suo fratello. Oltre ai superpoteri Amy ha un grande talento musicale dovuto ai tempi in cui suonava con la sua band e si esibiva ai Festival Musicali dei Cattivi.
- Jake/Chaos, interpretato da Reed Horstmann, doppiato da Giulio Bartolomei.

Il fratello di Amy con il potere della super forza che vuole diventare una persona migliore dopo essere stato salvato da Starling di cui si innamora ma con cui deve smettere di vedersi poiché appartengono a fazioni opposte. A differenza di sua sorella Jake è molto bravo a scuola e ci tiene a prendere bei voti.
- Colby/Flashform interpretato da Malachi Barton, doppiato da Valeriano Corini.

Fratello minore di Amy e Jake che acquisisce abilità muta forma dopo aver compiuto tredici anni. Inizialmente era chiamato ''Numero Tre'' prima di ottenere un nome da super cattivo. In Resa dei conti all audizione Colby sviluppa in seguito super velocità e l'invisibilità capacità che da quel momento lo rendono il Prescelto (un rarissimo caso in cui un super ottiene più di un potere). Mentre in Un supereroe a Valley View Colby sviluppa la rigenerazione in cui può far ricrescere parti del corpo perdute. E in Energia negativa Colby sviluppa la manipolazione cinetica. Nella seconda stagione ottiene dei nuovi superpoteri: poter scegliere una delle sue abilità e trasferirle ad altre persone e anche la levitazione.
- Hartley interpretata da Kayden Muller-Janssen, doppiata da Alice Venditti.

Vicina di casa dei Madden e migliore amica di Amy che scopre che i Madden sono super criminali. Anche se non approva il modo di fare criminale della famiglia cerca sempre di aiutarli a non far scoprire il loro segreto. È una grande fan si Starling, anche se il suo fare appiccicoso e invasivo disturba la stessa Starling.
- Eva/Surge, interpretata da Lucy Davis, doppiata da Rossella Acerbo.

La madre di Amy con l'elettrocinesi che stava lavorando per diventare comandante in capo della Lega dei Cattivi solo per Onyx, incarico che è stato data a Slither. Dopo ciò, anche se non lo ammette, sviluppa un complesso di inferiorità che la porta a temere di non essere capaci di fare un lavoro, cosa che riesce a superare, grazie al sostegno di sua figlia. In seguito, cercherà di farsi assumere per altri lavoretti senza successo.
- Vic/Kraniac interpretato da James Patrick Stuart, doppiato da Andrea Lavagnino.

Il padre di Amy e uno scienziato pazzo con un intelletto geniale che crea gadget. Nella sua forma civile, Vic diventa l'insegnante supplente della Valley View High School. Nella seconda stagione viene rivelato un segreto del suo passato: originariamente era un supereroe di nome Silver Flame e il fratello maggiore dell'eroe Blu Granite. Prima di diventare Kraniac, Vic assieme a suo fratello portava avanti l'eredità dei supereroi finché non conobbe Surge e si innamorò di lei andando contro la sua famiglia e suo fratello che lo privò dei suoi poteri tagliando i ponti tra loro.

### Secondari
- Celia, interpretata da Patricia Belcher, doppiata da Aurora Cancian.

La nonna di Hartley e la padrona di casa dei Madden. Sebbene non sospetti minimamente che i nuovi inquilini della casa siano dei supercattivi non può fare a meno di notare che sono un po' strani. Ha una relazione romantica con il capo della polizia Robert Gossman. 
- Starling/Judith, interpretata da Mariah Iman Wilson, doppiata da Arianna Vignoli.

Un supereroe adolescente con capacita di volo e di congelamento del tempo che è la nemesi di Havoc. Si innamora di Jake e inizia una storia fatta di chat e telefonate ma poi i due sono costretti a interrompere poiché appartengono a fazioni opposte. Nel episodio ''Un supereroe a Valley View'' rivela che la vera identità di Starling è Judith.
- Onyx, interpretato da Steve Blum, doppiato da Stefano De Sando.

Il capo della Lega dei Cattivi di Centropolis il cui volto è nascosto da una maschera. Come capo di tutti i supercattivi Onyx è la malvagità fatta persone: spietato, crudele e senza pietà. Ha condannato la famiglia di Havoc dopo che quest'ultima lo ha sfidato per aver promosso a suo braccio destro un altro al posto di sua madre. I suoi poteri sono l'ipnosi, l'immobilizzazione e l'emissione di energia.
- Declan/Oculon, interpretato da Kai Moya, doppiato da Lorenzo d'Agata.

Un nuovo studente appena trasferitosi a Valley View e del quale Hartley si innamora e fidanza. Amy non si fida di lui perché pensa nasconda qualcosa e infatti si rivela un super cattivo al soldo di Onyx, a cui è fedele, con la missione di trovare Havoc e la sua famiglia per riportarli a Centropolis così che vengano puniti. Il suo superpotere è la vista termica con cui può lanciare raggi e generare esplosioni.
- Gem, interpretata da Giselle Torres, doppiata da Giulia Franceschetti.

Come Starling è la nemesi di Havoc, Gem è la nemesi di Hartley. Le due si sono sempre sfidate per le competizioni come le recite scolastiche, le gare canore e molte altre sfide e Gem le ha sempre vinte tutte perché sminuiva Hartley portandola a rinunciare per paura di essere umiliata. Oltre a essere una ragazza snob e presuntuosa Gem no gioca mai lealmente come in Resa dei conti all'audizione in cui cerca di mettere Amy contro Hartley quando questa viene scelta dalla band per essere la voce solista, senza saper che Amy ha rifiutato. E anche in Non ci importa quando dopo aver letto il testo della canzone scritta da Amy la ruba per cantarla lei stessa venendo tuttavia sconfitta quando le due ragazze si presentano con una canzone anche migliore della precedente.